# Соколово-Парцеле (Куявсько-Поморське воєводство)
Соколово-Парцеле (пол. Sokołowo-Parcele) — село в Польщі, у гміні Бжешць-Куявський Влоцлавського повіту Куявсько-Поморського воєводства.
Населення — 196 осіб (2011).
У 1975-1998 роках село належало до Влоцлавського воєводства.

## Демографія
Демографічна структура станом на 31 березня 2011 року:
|          | Загалом | Допрацездатний вік | Працездатний вік | Постпрацездатний вік |
| -------- | ------- | ------------------ | ---------------- | -------------------- |
| Чоловіки | 86      | 18                 | 62               | 6                    |
| Жінки    | 110     | 30                 | 56               | 24                   |
| Разом    | 196     | 48                 | 118              | 30                   |